# فرهنگ‌شهر (شیراز)

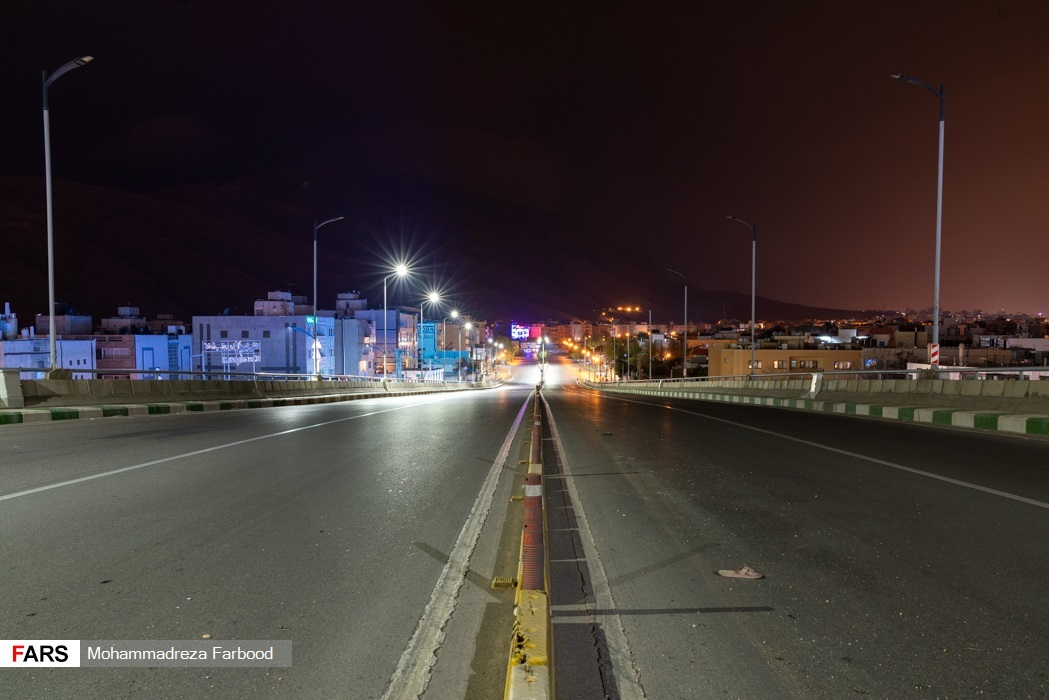
نمای فرهنگشهر از پل معلم

فرهنگ شهر یکی از محله های شهر شیراز در منطقه ۶ شهرداری است که جز یکی از مهم‌ترین محله های شهر به حساب می آید. بلوار شهید رجایی که یکی از اصلی ترین بلوار های فرهنگ شهر است این محل را از غرب به پل احسان و از شرق به میدان معلم متصل می کند.این منطقه به دلیل اماکن لوکس تفریحی و تجاری جز یکی از محله های مرفه نشین شهر است 

## امکانات و اماکن مهم
- بوستان رجایی

- بوستان کتاب

- بوستان فرهنگ

- پارک ابی کوثر

- بیمارستان انکولوژی امیر

- درمانگاه دندانپزشکی پارس

- درمانگاه حکیم

- ایستگاه اتش نشانی سجادیه فرهنگ شهر

- مرکز توانبخشی تابش

- اداره مالیات شعبه فرهنگ شهر

- دادگاه فرهنگ شهر
- داروخانه حاتم
- دبیرستان احسان
- فروشگاه های زنجیره ای تارا
- مجتمع تجاری فرهنگ شهر
- خط ۴ متروی شیراز (در حال مطالعه)

## مسیر و دسترسی به فرهنگ شهر
| از شرق به غرب       | از شرق به غرب                                                                                                 | از شرق به غرب |
| ------------------- | --- | ------------- |
| میدان معلم          | بلوار ایمان جنوبی بلوار ایمان شمالی بلوار پاسداران                                                            |               |
|                     | خیابان زنبق                                                                                                   |               |
|                     | بلوار اندیشه                                                                                                  |               |
|                     | بلوار شهید کسایی                                                                                              |               |
|                     | خیابان تاکستان                                                                                                |               |
|                     | خیابان شهیدان ایمانی                                                                                          |               |
|                     | خیابان شهید گودرزی                                                                                            |               |
|                     | خیابان شهیدان گرامی (سجادیه)                                                                                  |               |
|                     | خیابان شهید فاطمی‌فر                                                                                           |               |
|                     | خیابان روزبه                                                                                                  |               |
|                     | خیابان شهید رحمتی                                                                                             |               |
|                     | خیابان شهید جزایری                                                                                            |               |
| میدان احسان         | بلوار دکتر شریعتی (معالی‌آباد) بلوار پرستار خیابان پهلوان امید نوروزی خیابان آریو برزن خیابان شهیدان ابوالوردی |               |
| ایستگاه متروی احسان | |               |
| از غرب به شرق       | |               |

وجود این محله در منطقه مرکزی کلانشهر شیراز و دسترسی آسانی که این خیابان به دیگر نقاط شهر و برعکس از اقصی نقاط شهر به این محله با وسیله نقلیه شخصی و عمومی مانند خط ۱ مترو و خطوط اتوبوسی دارد این محله را به یکی از بهترین محله های شیراز برای زندگی و کار و رفت و آمد تبدیل کرده است. از طرفی دیگر، دسترسی‌های مناسب، مراکز خرید با تعداد بالا و اماکن مهم، کافه‌ها و رستوران‌های فوق العاده با حس آرامش بخش که فضا و جوی فوق‌العاده را به منظور گذراندن اوقات فراغت و سرگرمی به نحوه احسن ایجاد کرده‌اند و از همه مهم تر فرهنگ غنی افراد ساکن در این محله و محیطی همراه با آسایش و آرامش از عواملی هستند که خرید خانه در فرهنگ شهر شیراز و خرید خانه در معالی آباد شیراز را به یک انتخاب ایده‌آل و مطمئن تبدیل می‌کنند.  قابل ذکر است که ایستگاه متروی احسان از خط ۱ متروی شیراز و خطوط اتوبوسی مختلف که در محدوده‌ بلوار شهید رجایی (فرهنگ شهر) شیراز قرار دارد که شما می‌توانید علاوه بر وسیله نقلیه شخصی با وسایل نقلیه عمومی نیز به خود این محله و نقاط دیگر شهر کاملا راحت و و بدون دشواری دسترسی داشته باشید، که از دیگر نکات کلیدی بلوار فرهنگ شهر شیراز می‌باشد. در اصل دسترسی به محله فرهنگ شهر به وسیله بلوار شهید رجایی امکان پذیر است. همچنین فرهنگ شهر شیراز به عنوان بورس معاملات ماشین نیز شناخته می شود، چون اکثر نمایشگاه های لوکس ماشین در این منطقه قرار دارند و  نمایشگاه داران برای اینکه به محل کار خود نزدیک باشند، خانه مد نظر خود را در این منطقه خریداری می کنند.یکی دیگر از مسیر های دسترسی به این محله از خارج از شیراز، بزرگراه حسین الهاشمی می باشد که یاسوجی ها و سپیدانی ها از این مسیر به شیراز می آیند و بعد از میدان احسان وارد فرهنگ شهر می شوند.